# Mammuth (film)
Mammuth è un film del 2010 diretto da Gustave de Kervern e Benoît Delépine, con Gérard Depardieu e Yolande Moreau.
Il film è stato presentato alla 60ª edizione del Festival internazionale del cinema di Berlino. Per il suo ruolo di Catherine, la Moreau è stata candidata al premio Magritte 2011 per la miglior attrice.

## Trama
Serge Pilardosse va in pensione dal suo impiego al macello. Purtroppo i suoi precedenti datori di lavoro non hanno mai versato i contributi. Per regolarizzare la sua situazione Serge intraprende un viaggio per ripercorrere i luoghi dove ha lavorato nel passato, alla guida di una mitica moto Münch Mammuth. Incontra così vecchi amici, sconosciuti, fantasmi del passato e una inaspettata giovane nipote; sarà principalmente quest'ultima, un personaggio molto particolare caratterizzato da una purezza primigenia e preculturale, espressa anche in forme di art brut, a catalizzare un processo di ritrovamento della propria identità in Serge, che torna così a casa come un uomo nuovo.

## Riconoscimenti
- 2010 - Festival du Film de Cabourg
  - Colpo di fulmine